# Общий путь катаболизма
Общий путь катаболизма — совокупность биохимических процессов, которая включает в себя:
1. окисление пирувата до ацетил-КоА;
2. окисление ацетил-КоА в цикле трикарбоновых кислот;

Именно в общем пути катаболизма образуется основная масса субстратов для реакций дегидрирования. Совместно с дыхательной цепью и окислительным фосфорилированием общий путь катаболизма является основным источником энергии в форме АТФ.

## Окислительное декарбоксилирование пирувата
Окисление пирувата до ацетил-КоА происходит при участии ряда ферментов и коферментов, объединенных структурно в мультиферментную систему, получившую название «пируватдегидрогеназный комплекс».
На I стадии этого процесса пируват теряет свою карбоксильную группу в результате взаимодействия с тиаминпирофосфатом (ТПФ) в составе активного центра фермента пируватдегидрогеназы (E1). На II стадии оксиэтильная группа комплекса E1-ТПФ-СНОН-СН3 окисляется с образованием ацетильной группы, которая одновременно переносится на амид липоевой кислоты (кофермент), связанной с ферментом дигидролипоилацетилтрансферазой (Е2). Этот фермент катализирует III стадию — перенос ацетильной группы на коэнзим КоА (HS-KoA) с образованием конечного продукта ацетил-КоА, который является высокоэнергетическим (макроэргическим) соединением.
На IV стадии регенерируется окисленная форма липоамида из восстановленного комплекса дигидролипоамид-Е2. При участии фермента дигидролипоилдегидрогеназы (Е3) осуществляется перенос атомов водорода от восстановленных сульфгидрильных групп дигидролипоамида на ФАД, который выполняет роль простетической группы данного фермента и прочно с ним связан. На V стадии восстановленный ФАДН2 дигидролипоилдегидрогеназы передает водород на кофермент НАД с образованием НАДН + Н+.
Процесс окислительного декарбоксилирования пирувата происходит в матриксе митохондрий. В нём принимают участие (в составе сложного мультиферментного комплекса) 3 фермента (пируватдегидрогеназа, дигидролипоилацетилтрансфераза, дигидролипоилдегидрогеназа) и 5 коферментов (ТПФ, амид липоевой кислоты, коэнзим А, ФАД и НАД), из которых три относительно прочно связаны с ферментами (ТПФ-E1, липоамид-Е2 и ФАД-Е3), а два — легко диссоциируют (HS-KoA и НАД).
Все эти ферменты, имеющие субъединичное строение, и коферменты организованы в единый комплекс. Поэтому промежуточные продукты способны быстро взаимодействовать друг с другом. Показано, что составляющие комплекс полипептидные цепи субъединиц дигидролипоил-ацетилтрансферазы составляют как бы ядро комплекса, вокруг которого расположены пируватдегидрогеназа и дигидролипоилдегидрогеназа. Принято считать, что нативный ферментный комплекс образуется путём самосборки.
Суммарную реакцию, катализируемую пируватдегидрогеназным комплексом, можно представить следующим образом:
Пируват + НАД+ + HS-KoA = Ацетил-КоА + НАДН + Н+ + СO2.
Реакция сопровождается значительным уменьшением стандартной свободной энергии и практически необратима.
Образовавшийся в процессе окислительного декарбоксилирования ацетил-КоА подвергается дальнейшему окислению с образованием СО2 и Н2О. Полное окисление ацетил-КоА происходит в цикле трикарбоновых кислот (цикл Кребса). Этот процесс, так же как окислительное декарбоксилирование пирувата, происходит в митохондриях клеток.

### Клинические аспекты метаболизма пирувата
Арсенат, а также ионы ртути образуют комплексы с —SH-группами липоевой кислоты и ингибируют пируватдегидрогеназу; при недостаточном содержании тиамина в диете активность пируватдегидрогеназы снижается и пируват может накапливаться. Недостаток тиамина возникает у алкоголиков с нарушенным режимом питания; при введении им глюкозы может происходить быстрое накопление пирувата и лактата, приводящее к лактатацидозу, нередко с летальным исходом. У больных с наследственной недостаточностью пируватдегидрогеназы также может развиваться лактатацидоз, особенно после глюкозной нагрузки. Зарегистрированы мутации практически всех ферментов углеводного метаболизма, и в каждом случае их следствием является заболевание человека.

## Цикл трикарбоновых кислот

Цикл трикарбоновых кислот

Ци́кл трикарбо́новых кисло́т (цикл Кре́бса, цитра́тный цикл, цикл лимонной кислоты) — центральная часть общего пути катаболизма, циклический биохимический аэробный процесс, в ходе которого происходит превращение двух- и трёхуглеродных соединений, образующихся как промежуточные продукты в живых организмах при распаде углеводов, жиров и белков, до CO2. При этом освобождённый водород направляется в цепь тканевого дыхания, где в дальнейшем окисляется до воды, принимая непосредственное участие в синтезе универсального источника энергии — АТФ.
Цикл Кребса — это ключевой этап дыхания всех клеток, использующих кислород, центр пересечения множества метаболических путей в организме. Кроме значительной энергетической роли циклу отводится также и существенная пластическая функция, то есть это важный источник молекул-предшественников, из которых в ходе других биохимических превращений синтезируются такие важные для жизнедеятельности клетки соединения как аминокислоты, углеводы, жирные кислоты и др.
Цикл превращения лимонной кислоты в живых клетках был открыт и изучен немецким биохимиком Хансом Кребсом, за эту работу он (совместно с Ф. Липманом) был удостоен Нобелевской премии (1953 год).
У эукариот все реакции цикла Кребса протекают внутри митохондрий, причём катализирующие их ферменты, кроме одного, находятся в свободном состоянии в митохондриальном матриксе, исключение составляет сукцинатдегидрогеназа, которая локализуется на внутренней митохондриальной мембране, встраиваясь в липидный бислой. У прокариот реакции цикла протекают в цитоплазме.

### Реакции цикла лимонной кислоты
Начальная реакция — конденсация ацетил-СоА и оксалоацетата, приводящая к образованию цитрата, катализируется конденсирующим ферментом, цитратсинтазой, при этом происходит образование связи углерод-углерод между метальным углеродом ацетил-КоА и карбонильным углеродом оксалоацетата. За реакцией конденсации, приводящей к обра-
зованию цитрил-КоА, следует гидролиз тиоэфирной связи, сопровождающийся потерей большого количества свободной энергии в форме теплоты; это определяет протекание реакции слева направо до её завершения:
Ацетил-КоА + Оксалоацетат + Н2О → Цитрат + КoASH
Превращение цитрата в изоцитрат катализируется аконитазой (аконитатгидратазой), содержащей железо в Fe2+ — состоянии. Эта реакция осуществляется в две стадии: сначала происходит дегидратация с образованием транс-аконитата (часть его остается в комплексе с ферментом), а затем — гидратация и образование изоцитрата:
Цитрат ↔ Цис-Аконитат ↔ Изоцитрат
Реакция ингибируется фторацетатом, который сначала превращается во фторацетил-СоА; последний конденсируется с оксалоацетатом, образуя фторцитрат. Непосредственным ингибитором аконитазы является фторцитрат; при ингибировании накапливается цитрат. Эксперименты с использованием промежуточных соединений, меченных изотопом 14С, показывают, что аконитаза взаимодействует с цитратом асимметрично: она всегда действует на ту часть молекулы цитрата, которая образовалась из оксалоацетата. Это сначала было трудно объяснить, так как лимонная кислота является внешне симметричным соединением. Однако положение в пространстве двух групп — СН2СООН лимонной кислоты относительно групп — ОН и — СООН неидентично. Об асимметричном действии аконитазы свидетельствует «судьба» меченого ацетил-КоА (то есть положение атомов 14С) в интермедиатах цикла лимонной кислоты. Возможно, что цис-аконитат не является обязательным интермедиатом между цитратом и изоцитратом и образуется на боковой ветви основного пути. Далее изоцитратдегидрогеназа катализирует дегидрогенирование с образованием оксалосукцината. Описаны три различных формы изоцитратдегидрогеназы. Одна из них, НАД+-зависимая, найдена только в митохондриях. Две другие формы фермента являются НАДФ+-зависимыми, причем одна из них также находится в митохондриях, а другая в цитозоле. Окисление изоцитрата, связанное с работой дыхательной цепи, осуществляется почти исключительно НАД+-зависимым ферментом:
Изоцитрат + НАД+ ↔ Оксалосукцинат (в комплексе с ферментом) ↔ α-Кетоглутарат + СО2 + НАДН + Н+
Далее следует декарбоксилирование с образованием α-кетоглутарата, которое также катализируется изоцитратдегидрогеназой. Важным компонентом реакции декарбоксилирования являются ионы Мn2+ (или Mg2+). Судя по имеющимся данным, оксалосукцинат, образующийся на промежуточной стадии реакции, остается в комплексе с ферментом. α-Кетоглутарат в свою очередь подвергается окислительному декарбоксилированию, сходному с окислительным декарбоксилированием пирувата: в обоих случаях субстратом является α-кетокислота. Реакция катализируется о-кетоглутаратдегидрогеназным комплексом и требует участия того же набора кофакторов—тиамин-дифосфата, липоата, НАД+, ФАД и КоА; в результате образуется сукцинил-КоА—тиоэфир, содержащий высокоэнергетическую связь.
α-Кетоглутарат + НАД+ + КoASH → Сукцинил-КоА + СО2 + НАДH + Н+.
Равновесие реакции настолько сильно сдвинуто в сторону образования сукцинил-КоА, что её можно считать физиологически однонаправленной. Как и при окислении пирувата, реакция ингибируется арсенатом, что приводит к накоплению субстрата (α-кетоглутарата). Продолжением цикла является превращение сукцинил-КоА в сукцинат, катализируемое сукцинаттиокиназой (сукцинил-КоА-синтетазой):
Сукцинил-КоА + Pi + ГДФ ↔ Сукцинат + ГТФ + КoASH
Одним из субстратов реакций является ГДФ (или ИДФ), из которого в присутствии неорганического фосфата образуется ГТФ (ИТФ). Это — единственная стадия цикла лимонной кислоты, в ходе которой генерируется высокоэнергетическая фосфатная связь на субстратном уровне; при окислительном декарбоксилировании α-кетоглутарата потенциальное количество свободной энергии достаточно для образования НАДН и высокоэнергетической фосфатной связи. В реакции, катализируемой фосфокиназой, АТФ может образовываться как из ГТФ, так и из ИТФ. Например:
ГТФ + АДФ ↔ ГДФ + АТФ.
В альтернативной реакции, протекающей во внепеченочных тканях и катализируемой сукцинил-КоА-ацетоацетат-КоА-трансферазой (тиофоразой), сукцинил-КоА превращается в сукцинат сопряженно с превращением ацетоацетата в ацетоацетил-КоА. В печени имеется деацилазная активность, обеспечивающая гидролиз части сукцинил-КоА с образованием сукцината и КоА. Далее сукцинат дегидрогенируется, затем присоединяется молекула воды, и следует ещё одна стадия дегидрогенирования, приводящая к регенерации оксалоацетата:
Сукцинат + ФАД ↔ Фумарат + ФАДН.
Первое дегидрогенирование катализируется сукцинатдегидрогеназой, связанной с внутренней поверхностью внутренней митохондриальной мембраны. Это — единственная дегидрогеназная реакция цикла лимонной кислоты, в ходе которой осуществляется прямой перенос водорода с субстрата на флавопротеин без участия НАД+. Фермент содержит ФАД и железо-серный (Fe:S) белок. В результате дегидрогенирования образуется фумарат. Как показали эксперименты с использованием изотопов, фермент стереоспецифичен транс-атомам водорода метиленовых групп сукцината. Добавление малоната или оксалоацетата ингибирует сукцинатдегидрогеназу, что приводит к накоплению сукцината. Фумараза (фумаратгидратаза) катализирует присоединение воды к фумарату с образованием малата:
Фумарат + Н2О ↔ L-Малат.
Фумараза специфична к L-изомеру малата, она катализирует присоединение компонентов молекулы воды по двойной связи фумарата в трансконфигурации. Малатдегидрогеназа катализирует превращение малата в оксалоацетат, реакция идет с участием НАД+:
L-Малат + НАД+ ↔ Оксалоацетат + НАДН + Н+.
Хотя равновесие этой реакции сильно сдвинуто в направлении малата, реально она протекает в направлении оксалоацетата. поскольку он вместе с НАДН постоянно потребляется в других реакциях. Ферменты цикла лимонной кислоты, за исключением α-кетоглутарат — и сукцинатдегидрогеназы, обнаруживаются и вне митохондрий. Однако некоторые из этих ферментов (например, малатдегидрогеназа) отличаются от соответствующих митохондриальных ферментов.

### Амфиболическая роль цикла лимонной кислоты
Некоторые метаболические пути оканчиваются метаболитами, входящими в состав цикла; другие же, наоборот, берут начало от его метаболитов. Речь идет о процессах глюконеогенеза, переаминирования, дезаминирования и синтеза жирных кислот.
Глюконеогенез, переаминирование и дезаминирование
Все главные соединения, участвующие в цикле, от цитрата до оксалоацетата являются потенциально глюкогенными. И в печени, и в почках из них может образовываться глюкоза, поскольку в этих органах имеется полный набор ферментов, необходимых для глюконеогенеза. Ключевым ферментом процесса глюконеогенеза является фосфоенолпируваткарбоксикиназа, катализирующая декарбоксилирование оксалоацетата (при участии ГТФ в качестве источника высокоэнергетического фосфата) с образованием фосфоенолпирувата:
Оксалоацетат + ГТФ = Фосфоенолпируват + СО2 + ГДФ. 
Поступление соединений в цикл осуществляется в результате нескольких различных реакций. Одной из наиболее существенных является образование оксалоацетата путём карбоксилирования пирувата, катализируемого пируваткарбоксилазой:
АТФ + СО2 + Н2О + пируват ↔ оксалоацетат + АДФ + Pi.
Эта реакция обеспечивает адекватные концентрации оксалоацетата при его конденсации с ацетил-КоА. Если концентрация ацетил-KоА увеличивается, он действует как аллостерический активатор пируваткарбоксилазы, ускоряя образование оксалоацетата. Лактат, являющийся важным субстратом глюконеогенеза, вступает в цикл после превращения сначала в пируват, а затем в оксалоацетат. В реакциях, катализируемых трансаминазами, пируват образуется из аланина, оксалоацетат — из аспартата и α-кетоглутарат — из глутамата. Вследствие обратимости этих реакций цикл может служить источником углеродных скелетов при синтезе заменимых аминокислот. Например:
Аспартат + Пируват ↔ Оксалоацетат + Аланин
Глутамат + Пируват ↔ α-Кетоглутарат + Аланин
Определенный вклад в глюконеогенез вносят и другие аминокислоты, поскольку после дезаминирования или переаминирования их углеродный скелет полностью или частично включается в цикл. Примерами служат аланин, цистеин, глицин, гидроксипролин, серин, треонин и триптофан, из которых образуется пируват; аргинин, гистидин, глутамин и пролин, из которых образуется глутамат и далее α-кетоглутарат; изолейцин, метионин и валин, из которых образуется сукцинил-КоА; из тирозина и фенилаланина образуется фумарат. Вещества, образующие пируват, либо полностью окисляются до СО2 по пируватдегидрогеназному пути, ведущему к образованию ацетил-KоА, либо следуют по пути глюконеогенеза с образованием оксалоацетата в результате карбоксилирования.

### Синтез жирных кислот
Ацетил-КоА, образующийся из пирувата при действии пируватдегидрогеназы, служит главным строительным блоком при синтезе длинноцепочечных жирных кислот у млекопитающих (исключением являются жвачные животные, у которых ацетил-KоА образуется непосредственно из ацетата). Поскольку пируватдегидрогеназа является митохондриальным ферментом, а ферменты синтеза жирных кислот локализованы вне митохондрий, клетки должны осуществлять транспорт ацетил-KоА через непроницаемую для него митохондриальную мембрану. «Транспорт» осуществляется следующим образом: ацетил-KоА вступает в цикл лимонной кислоты, где участвует в образовании цитрата; последний транспортируется из митохондрии и в цитозоле снова превращается в ацетил-KоА в результате реакции, катализируемой ферментом АТФ-цитратлиазой.
Цитрат + АТФ + KоА → Ацетил-KoA + Оксалоацетат + АДФ + Рi.

## Регуляция общих путей катаболизма
Главным фактором, регулирующим скорость дыхания и фосфорилирования, является потребность организма в энергии. Синтез АТФ осуществляется в ЦПЭ, но основная масса восстановленных эквивалентов для дыхательной цепи поступает из общих путей катаболизма. Следовательно, регуляция общих путей катаболизма и дыхательной цепи тесно связана.
Для оценки энергетического состояния клетки используют величину энергетического заряда, отражающего соотношение концентрации ATФ к продуктам её распада — AДФ и AMФ. При увеличении энергетического заряда в клетке (в состоянии покоя) скорость реакций общих путей катаболизма снижается, а при уменьшении энергетического заряда — увеличивается. Это достигается за счет того, что ATФ действует как аллостерический ингибитор, а AДФ и AMФ — как аллостерические активаторы некоторых ферментов ОПК.
Регуляция ОПК осуществляется на уровне 4-х реакций, катализируемых:
- ПДК (пируватдекарбоксилазой);
- цитратсинтазой;
- изоцитратдегидрогеназой;
- α-кетоглутаратдегидрогеназным комплексом.

Реакция, катализируемая ПДК, является ключевой реакцией, так как находится в центре пересечения метаболических путей и обеспечивает взаимосвязь таких процессов, как гликолиз, глюконеогенез, синтез и окисление жирных кислот. ПДК обеспечивает цитратный цикл субстратом — ацетил-КоА.